# Teviotdale (queso)
El Teviotdale es un queso que se elabora en el Reino Unido, con IGP protegida a nivel europeo (Teviotdale cheese). Se hace en las tierras fronterizas de Inglaterra y Escocia en un radio de 90 kilómetros en torno a la cumbre de Peel Fell en las Cheviot Hills. Se elabora con leche entera, no pasteurizada, de vacas raza jersey de la zona. El producto contiene un 48% de materia grasa. Es de forma cilíndrica y presenta cubierta blanca. La textura es dura y el color amarillo. El sabor resulta suave, salado y ácido. Se elabora sólo con métodos tradicionales. El clima y el suelo del área permite florecer a ciertos tipos de hierbas que pasan su sabor a la leche y, así, al queso.
- Datos: Q7707149